# Topovlje
Topovlje este o localitate din comuna Braslovče, Slovenia, cu o populație de 105 locuitori.